# Sinus Honoris

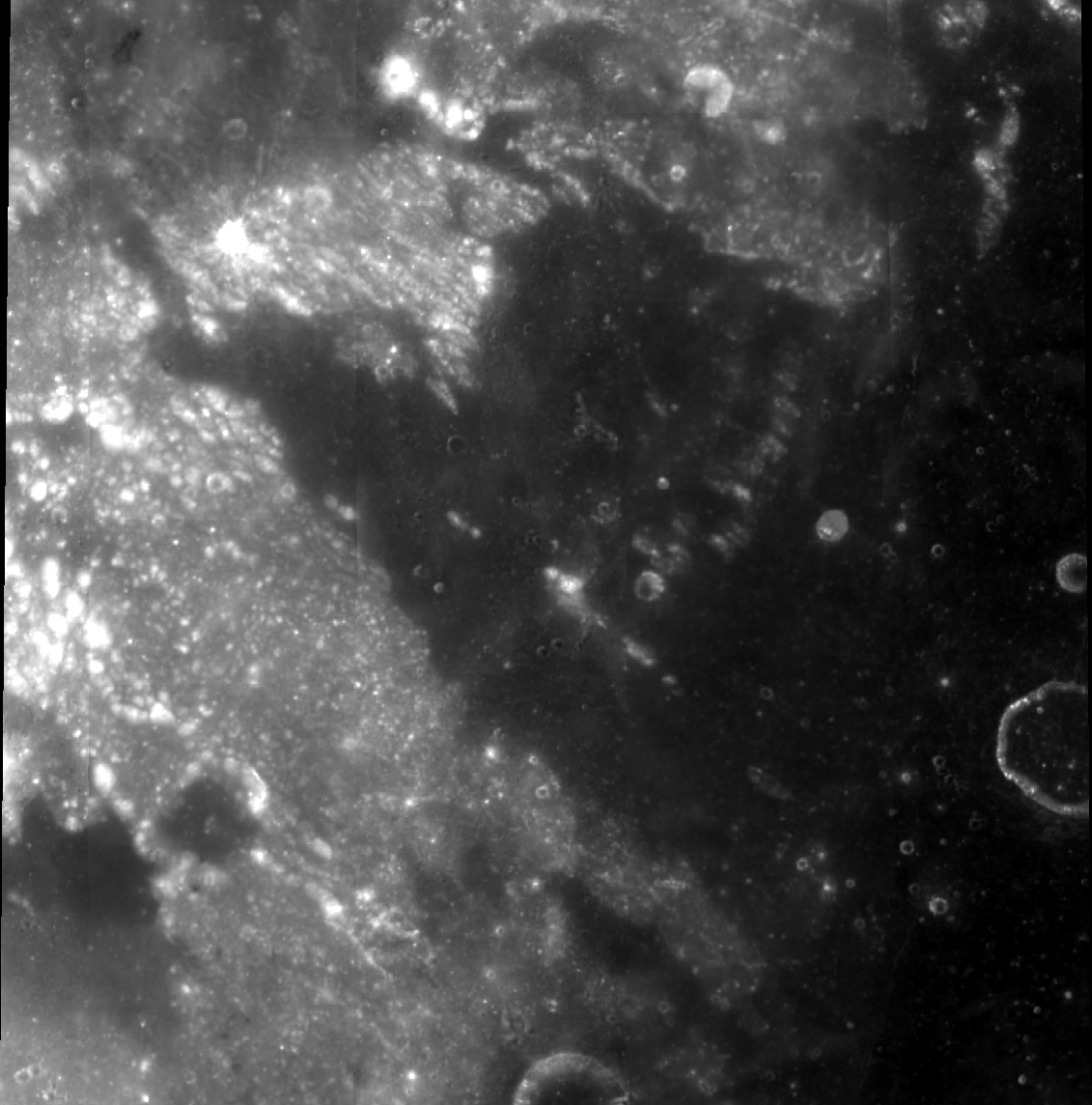
Sinus Honoris

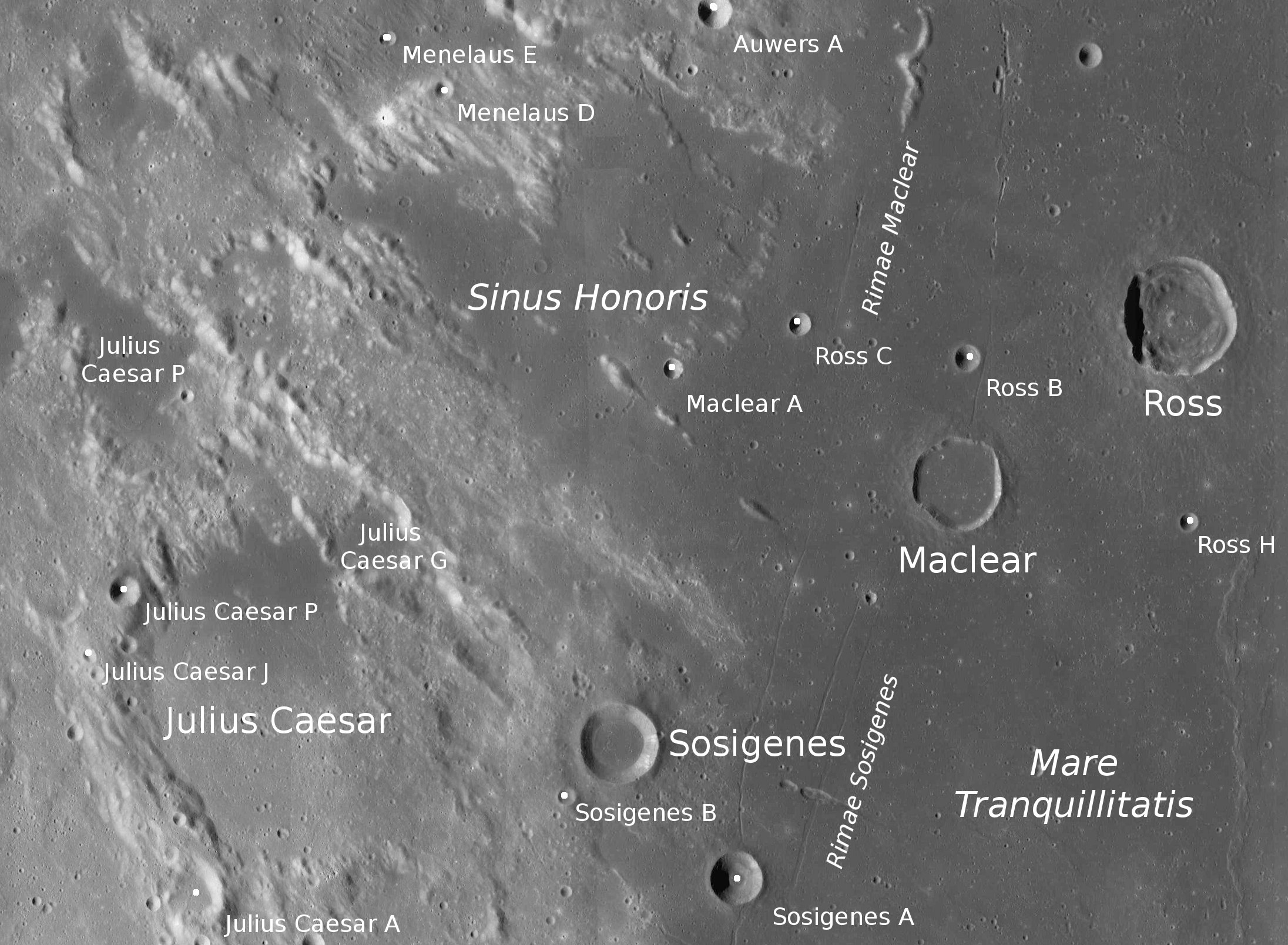
Poloha Sinus Honoris

Sinus Honoris (česky Záliv úcty nebo Záliv cti nebo Záliv slávy) je západní výběžek Mare Tranquillitatis (Moře klidu) na přivrácené straně Měsíce dlouhý přibližně 100 km a ohraničující z jihu pohoří Montes Haemus. Na hranici mezi měsíčním mořem Mare Tranquillitatis se nachází soustavy brázd Rimae Maclear (severně) a Rimae Sosigenes (jižně) pojmenované podle blízkých kráterů.
Střední selenografické souřadnice zálivu jsou 11,7° S a 17,9° V.